# 稲荷神社 (大間町)
稲荷神社（いなりじんじゃ）は、青森県下北郡大間町にある神社（稲荷神社）である。大間稲荷神社とも呼ぶ。

## 祭神
- 稲荷大神
- 天妃媽祖大権現
- 金毘羅大権現
- 弁才天

## 由緒
農耕神としてウカノミタマ（倉稲魂命）、海上の神として媽祖などを合祀する神社である。
媽祖を祭祀する神社というのは珍しく、東北地方ではこの神社だけとされている。元禄時代に、伊藤五左衛門（のちに大間の名主となる）が海上で加護を受けたことから中国の道教の神である媽祖（天妃）を海・船の神として祀るようになった。天妃信仰は中国や東南アジアの海岸地域で広く信仰されている海上の守護神で、日本では弟橘媛と混交して広まった。弟橘媛は常陸国に縁があり、江戸時代には水戸藩の徳川光圀が清国から伝えられた天妃像を祀ったとされており、この大間稲荷神社の天妃媽祖大権現も那珂湊（茨城県）から遷座を受けたものとされている。これが元禄9年（1697年）7月23日と伝わっており、3月23日・7月23日・8月23日が天妃祭となっている。
一方、稲荷神については、能登屋市左衛門が1730年（享保15年）に勧請したのが始まりと伝わり、8月10日を大祭日としている。古くは百滝稲荷大明神と称していた。
明治に入ると、1873年（明治6年）にこれらを合祀するようになり、金毘羅大権現、弁才天もあわせるようになった。その後、1883年（明治16年）に現在の場所へ移転した。